# Alblasserdam
Alblasserdam – gmina w prowincji Holandia Południowa w Holandii.